# Sunday Adelaja

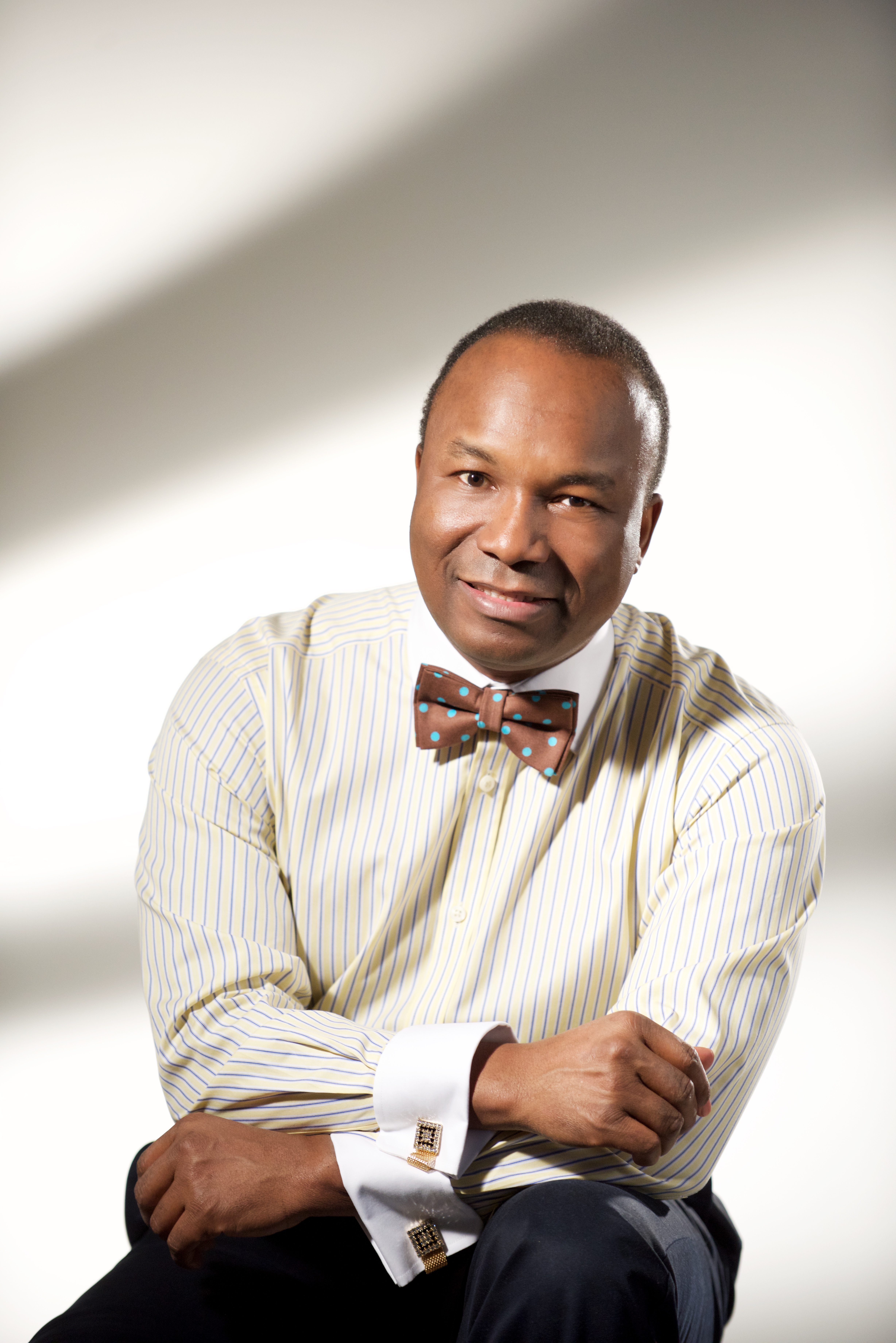
Sunday Adelaja, 2017

Sunday Sunkanmi Adelaja (* 28. Mai 1967 in Idomila bei Ijebu-Ode, Ogun, Nigeria) ist ein christlicher Prediger. Er ist Gründer und Pastor der charismatisch-protestantischen Embassy of God (ukrainisch: Посольство благословенного Царства Божого для всіх народів) in Kiew, der Hauptstadt der Ukraine.
Die Kirche behauptet, allein in Kiew etwa 20.000 Mitglieder zu haben. Die Ukrainisch-Orthodoxe Kirche und verschiedene antiwestlich eingestellte politische Gruppierungen haben Adelaja in der Vergangenheit immer wieder scharf kritisiert. Es wird ihm vor allem vorgeworfen, ein Fremdkörper in der Ukraine zu sein und mit seinen Aktivitäten zur „Verwestlichung“ der Ukraine beizutragen.

## Leben
Adelaja wuchs im Dorf Idomila bei Ijebu-Ode in Nigeria auf. Er konvertierte 1986 zum christlichen Glauben. Nach dem Schulabschluss studierte er Journalismus an der Belarussischen Staatsuniversität in Minsk. Nach dem Studienabschluss widmete er sich dann dem Aufbau seiner Kirche.